# Il buco
Pour plus de détails, voir Fiche technique et Distribution.
Il buco est un film franco-germano-italien réalisé par Michelangelo Frammartino et sorti en 2021.

## Synopsis
En août 1961, alors que l'Italie célèbre sa reprise économique par l'érection de la Tour Pirelli à Milan, un groupe de jeunes spéléologues du Nord (le Groupe spéléologique du Piémont) part en Calabre, au Sud du pays, pour réaliser la première exploration complète de l'abîme de Bifurto, une grotte du parc national du Pollino, qui, avec ses 683 mètres de profondeur, est l'une des plus profondes au monde. Un vieux vacher des montagnes de Villapiana observe de loin les spéléologues en même temps qu'il surveille son troupeau, et quelques jours après leur arrivée, tombe malade.

## Fiche technique
Sauf indication contraire, les informations mentionnées dans cette section peuvent être confirmées par la base de données cinématographiques IMDb,  présente dans la section « Liens externes ».
- Titre français : Il buco
- Réalisation : Michelangelo Frammartino
- Scénario : Michelangelo Frammartino et Giovanna Giuliani
- Costumes : Stefania Grilli
- Photographie : Renato Berta
- Montage : Benni Atria
- Pays d'origine : Italie
- Production : Doppio Nodo Double Bind - Rai Cinema - Arte France Cinéma
- Distribution : Les Films du Losange
- Format : Couleurs - 35 mm
- Genre : fiction documentaire
- Durée : 93 minutes
- Dates de sortie :
  - Italie : 4 septembre 2021 (Mostra de Venise)
  - France : 4 mai 2022

## Distribution
- Claudia Candusso : spéléologue n° 1
- Gionvanbattista Sauro : spéléologue n° 2
- Mila Costi : spéléologue n° 3
- Angelo Spadaro : spéléologue n° 4
- Carlos José Crespo : spéléologue n° 5
- Denise Trombin : spéléologue n° 6
- Jacopo Elia : spéléologue n° 7
- Federico Gregoretti : spéléologue n° 8
- Luca Vinai : spéléologue n° 9
- Leonardo Zaccaro : spéléologue n° 10
- Enrico Troisi : spéléologue n° 11
- Paolo Cossi : dessinateur
- Antonio Lanza : berger n° 1
- Nicola Lanza : berger n° 2
- Leonardo Larocca : médecin

## Production

### Préparation
Après le tournage de son film précédent, Le quattro volte, Michelangelo Frammartino découvre la grotte par l'intermédiaire du maire d'Alessandria del Carretto, commune du Pollino. En 2016, il rencontre l'un des héros de l'exploration historique de 1961 et décide de lancer le projet. Avec sa coscénariste Giovanna Giuliani, ils explorent la grotte une centaine de fois avant le tournage.
L'ouvrage du géologue François Ellenberger, Le Mystère de la mémoire, a beaucoup inspiré l'écriture du film : emprisonné dans un camp en Autriche entre 1940 et 1945 aux côtés de Raymond Ruyer, alors qu'il ne peut « visiter aucune grotte, gorge, canyon ni volcan, il décide d’utiliser la méthode géologique pour s’explorer lui-même, notant ses souvenirs, ses rêves de façon scientifique ». Ainsi, selon Michelangelo Frammartino, « cette dimension du film est venue en partie de là : l’intérieur de l’homme comme une grotte, un paysage souterrain, entre dedans et dehors, entre l’humain et le minéral ».

### Tournage
Pendant le tournage, sept membres de l'équipe descendent à chaque fois, deux pour la caméra et trois pour le son, avec les douze acteurs, et sept spéléologues de sécurité. Ils sont reliés par un câble d'un kilomètre de fibre optique au reste de l’équipe qui se trouve à la surface. Renato Berta, le directeur de la photographie, y regarde le retour image sur un grand écran. Pour fixer la caméra à l'intérieur de la grotte, l'équipe se sert des trous déjà percés par les premiers spéléologues de 1961, là où la roche est creusée par le passage de l'eau. Ainsi, selon le réalisateur : « C’est la grotte qui a choisi les plans. C’est elle qui a fait le film ».
Les plans sont tournés par tranche d'une heure par jour, le reste de la journée étant consacrée à descendre et remonter de la grotte. Il n'y a aucune lumière ajoutée, et l'éclairage sous-terrain est entièrement décidé par les mouvements des spéléologues.

## Accueil
En France, le site Allociné donne une moyenne des critiques à 4,0/5 pour 16 critiques de presse.
- Dans les Cahiers du cinéma, Olivia Cooper-Hadjian note : « Plutôt que de s’exclure l’une l’autre, les deux réalités initialement opposées deviennent des métaphores imbriquées, et le film une splendide vanité, qui magnifie les énergies vitales tout en les plaçant sous le signe de la finitude[3]. »
- Télérama loue « le travail riche d’échos et de métaphores de Michelangelo Frammartino » qui, « autant poète qu’ethnologue et cartographe, a trouvé un angle original pour sonder et célébrer la Calabre qui lui est chère » par cette « idée forte » consistant à « mettre en parallèle cette exploration avec le destin d’un vieux gardien de vaches[4]. »
- Dans Libération, Luc Chessel célèbre un film « révolutionnaire », « un des plus beaux qu’on ait jamais vus » où « le cinéma, enfin sonore, se passe de mots, et d’images, et de toute interprétation », avec lequel Michelangelo Frammartino invente « un cinéma non-anthropomorphique, où rien n’est à l’image de l’homme, pas même les humains qui y figurent, ici remis à leur place, ni plus ni moins beaux (aimables et opaques) que les autres[5]. »
- Mathieu Macheret, dans Le Monde, place Michelangelo Frammartino au sein d'un « courant néoprimitif » du cinéma italien, aux côtés d'Alice Rohrwacher et Leonardo Di Costanzo, et vante un « film inouï, un récit d’exploration qui s’attache comme rarement à la description d’un lieu, et plus encore d’un relief : un pli dans l’écorce du monde » où « l’expédition relatée ne va pas sans une étude splendide du site géologique où elle se situe : ce massif du Pollino, dont le relief extérieur se révèle doublé d’entrailles invisibles et mystérieuses. » En « plaçant la parole humaine au même niveau que les bruits du monde (c’est-à-dire au-delà du sens), Il Buco apparaît aussi comme un film "muet", ou plutôt une chanson de geste » qui « travaille à établir cette communication mystique entre le corps humain et la matière du monde[6]. »

## Distinctions
- Mostra de Venise 2021 : Prix spécial du jury[7]
- Festival des Arcs 2021 : Prix de la meilleure photographie[8]